# Hassan Ghachoui
Hassan Ghachoui (ur. 1995) – marokański lekkoatleta specjalizujący się w biegach długich. 
W 2013 startował na mistrzostwach świata w biegach przełajowych w Bydgoszczy, na których indywidualnie zajął 21. miejsce w biegu juniorów, a wraz z kolegami z reprezentacji zdobył brąz w drużynie. 

## Osiągnięcia
| Rok  | Impreza                                   | Miejsce   | Konkurencja         | Pozycja     | Wynik   |
| ---- | ----------------------------------------- | --------- | ------------------- | ----------- | ------- |
| 2013 | Mistrzostwa świata w biegach przełajowych | Bydgoszcz | bieg juniorów       | 21. miejsce | 22:53   |
| 2013 | Mistrzostwa świata w biegach przełajowych | Bydgoszcz | drużyna juniorów    | 3. miejsce  |         |
| 2013 | Mistrzostwa Afryki juniorów               | Bambous   | bieg na 1500 metrów | 7. miejsce  | 3:50,8h |
| 2014 | Mistrzostwa świata juniorów               | Eugene    | bieg na 1500 metrów | 12. miejsce | 3:48,61 |